# بروسيا الجنوبية
بروسيا الجنوبية ( (بالألمانية: Südpreußen)‏. (بالبولندية: Prusy Południowe)‏ كانت مقاطعة لمملكة بروسيا من 1793 إلى 1807.

## التاريخ
تم إنشاء جنوب بروسيا خارج الأراضي التي تم ضمها في التقسيم الثاني من بولندا وفي عام 1793 شملت:
- دوائر بوزنان وكاليز وجنيزنو في بولندا الكبرى ؛
- أراضي سيرادز وشزيكا؛
- كويافيا فويافي بريزي ودوبرزي لاند؛
- الأجزاء المتاخمة لفووفودات ماسوفيا لبوك وراوة.

كانت عاصمة المقاطعة بوزنان (1793-1795) في البداية، بعد وارسو (1795-1806)، والتي تمت إضافتها في عام 1795 بعد التقسيم الثالث، ولكن تمت إدارتها بالفعل من قبل الدليل العام ( General-Direktorium) في برلين.
يحدها جنوب بروسيا من منطقة براندنبورغ نيومارك في الغرب ومنطقة بروسيا نتزي في الشمال. بعد التقسيم الثالث، تم نقل أراضي دوبريزي وبوك شمال شرق نهر فيستولا إلى بروسيا الشرقية الجديدة، في حين اكتسبت جنوب بروسيا منطقة وارسو في مقاطعة ماسوفيان السابقة. في الجنوب الشرقي، وضع نهر بيليكا علامة على الحدود مع المناطق البولندية الصغرى التي أصبحت في عام 1795 جزءًا من منطقة غاليسيا النمساوية الجديدة . في الجنوب الغربي تحدها مقاطعة سيليزيا البروسية وسيليزيا الجديدة، وهي مقاطعة أصغر تضم دوقية سيوييرز السابقة، والتي كانت تُدار من جنوب بروسيا.

## التركيبة السكانية
في عام 1806 كان عدد سكان المقاطعة 1503508 نسمة.

## الإدارة

### المناطق

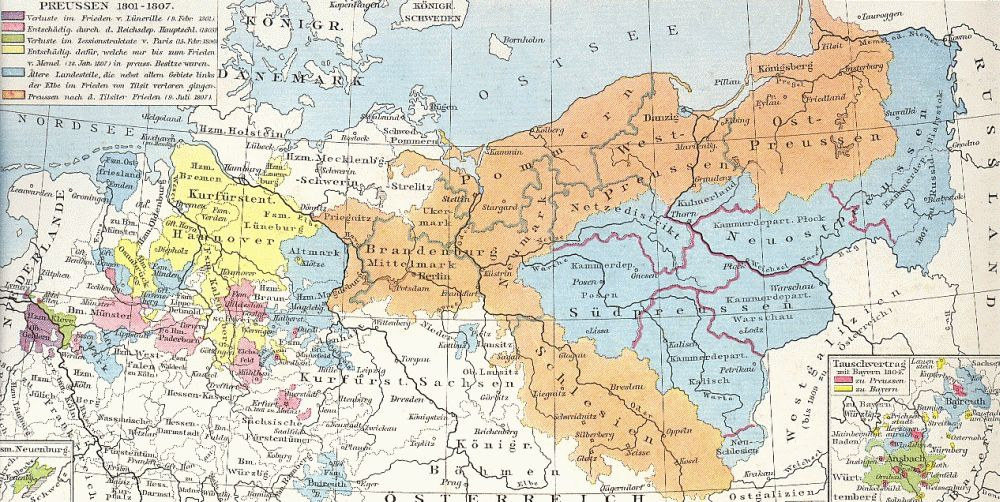
خريطة بروسيا الجنوبية (Südpreussen) وإدارات Posen وKalisch وWarschau 1801-1807

في عام 1806، كانت جنوب بروسيا تتألف من ثلاث مقاطعات ( Kriegs- und Domänen-Kammern ) مقسمة إلى امقاطعات أو النواحي التالية ( Kreise ):
| قسم كاليش | قسم بوسن | قسم Warschau                                                                                    |
| - Kalisch - Adelnau - كونين - Ostreschow - Wieluń - Lumtomiersk - WARTA - Schadeck - سيرادز - Petrikau - Radomsk - Czenstochau | - بوسن - Oborniki - Meseritz - Bomst - Fraustadt - كريب، (كروبن لاحقًا) - Schrimm - كوستين - Krotoschin - Peisern - Schroda - Gnesen - Wangrowitz - Powitz - Brzesk - Radziejów - كوال | - Warschau - Blonin - Tschersk - راوة - سوكاتشيف - Gostin - Orlow - Lenczyca - Zgierz - Brzezin |